# 하향식 구문 분석
하향식 구문 분석(下向式構文分析, top-down parsing)은 루트로부터 터미널 노드 쪽으로 파스트리를 구성하는 것으로 입력 문자열에 대한 좌측유도(Left Most Derivation) 과정이다.

## 프로그래밍 언어 응용
프로그래밍 언어 응용의 예는 다음과 같다.
- {\displaystyle A\rightarrow aBC}
- {\displaystyle B\rightarrow c\mid cd}
- {\displaystyle C\rightarrow df\mid eg}

## 예
- 되부름 하향 구문 분석(Recursive descent parser)
- 예측 파서(Predictive parser)
- 이얼리 파서(Earley parser)

## 같이 보기
- 파싱(구문 분석)